# 小林貞一
小林 貞一（こばやし ていいち、1901年8月31日 - 1996年1月13日）は、日本の地球科学者。専門は、地史学・古生物学で、東京大学教授を務めた。

## 経歴
1901年、大阪府で生まれた。第三高等学校に入学し、同校に勤務していた地学者の江原真伍らの指導を受け、その頃から化石採集などを経験した。また禅の修行にも励んだ。東京帝国大学理学部地質学科に進学し、1927年に卒業。同大学大学院に進み、満期退学。
1931年、東京帝国大学助手に採用され、米国に留学。スミソニアン研究員として地史学・古生物学の研究を進めた。イギリス、ドイツでも研究を積んだうえで帰国。1934年、東京帝国大学理学部講師を命じられ、地質学第二講座を担当した。1936年、学位論文『On the phylogeny of the primitive nautiloids, with descriptions of Plectronoceras liaotungense, new species and iddingsia(?) shantungensis, new species(原始鸚鵡の系統に就て、並にプレクトロノセラス・リアウタングエンセ(新種)イデイングシア(?)シヤントウングエンシス(新種)の記載)』を東京帝国大学に提出して理学博士号を取得。
1944年、東京帝国大学教授に就任。1970年 、日本学士院会員に選出された。1996年、老衰のため死去。

## 受賞・栄典
- 1951年：「佐川造山輪廻とその日本群島の起源に対する意義」[6]で日本学士院賞を受賞。
- 1969年：藤原賞

## 著作
- 『日本群島地質構造論』(上巻) 目黒書店 1948
- 『日本群島地質構造論』(中巻・前篇) 目黒書店 1948
- 『地学図集(教授用)』加藤武夫共編、目黒書店 1948
- 『地学概論』(上・下巻) 日高孝次ほか、朝倉書店 1949
- 『自然科学概論1 物理の科学』(上巻) 朝倉書店 1950
- 『日本地方地質誌6 中国地方』朝倉書店 1950
- 『日本地方地質誌7 四国地方』朝倉書店 1950
- 『日本地方地質誌9 総論：日本の起源と佐川輪廻』朝倉書店 1951
- 『地史學』(上巻) 共著、朝倉書店 1952
- 『地史學』(下巻) 共著、朝倉書店 1953
- 『東亜地質』(上巻) 朝倉書店 1956
- 『古生物学』朝倉書店 1957
- 『日本古生物学の回想』鹿間時夫共編、日本古生物学会、1970[7]
- 『古生物学 1 新版』浅野清共編、朝倉書店 1973
- 『古生物学 2 新版』松本達郎共編、朝倉書店 1974

## 小林貞一に関する参考文献
- 花井哲郎「小林貞一先生のご逝去を悼む」『地学雑誌』第105巻第4号、1996年、535頁。
- 佐藤正・山田俊弘・矢島道子「地質学者小林貞一（1901-1996）の生涯と仕事を振り返って：その1 生涯」『地学雑誌』第127巻第1号、2018年、N1-N7。